# Radomír Havel
Radomír Havel (* 16. února 1973, Plzeň) je bývalý český fotbalový brankář. Po ukončení kariéry v roce 2003 pracoval jako sportovní ředitel FC Viktoria Plzeň.

## Fotbalová kariéra
V české lize hrál za FC Viktoria Plzeň, SK Sigma Olomouc a FK Teplice. Nastoupil v 89 ligových utkáních.

## Ligová bilance
| Ročník                          | Zápasy | Góly | Klub              |
| ------------------------------- | ------ | ---- | ----------------- |
| 1. česká fotbalová liga 1994/95 | 1      | 0    | FC Viktoria Plzeň |
| 1. česká fotbalová liga 1995/96 | 1      | 0    | FC Viktoria Plzeň |
| 1. česká fotbalová liga 1996/97 | 18     | 0    | FC Viktoria Plzeň |
| Gambrinus liga 1997/98          | 19     | 0    | FC Viktoria Plzeň |
| Gambrinus liga 1998/99          | 30     | 0    | FC Viktoria Plzeň |
| Gambrinus liga 1999/00          | 6      | 0    | SK Sigma Olomouc  |
| Gambrinus liga 2000/01          | 7      | 0    | FK Teplice        |
| Gambrinus liga 2001/02          | 7      | 0    | FK Teplice        |
| CELKEM                          | 89     | 0    |                   |